# Мрачковский, Сергей Витальевич
Серге́й Вита́льевич Мрачко́вский (15 (27) июня 1888 года, с.Тундра Сургутского уезда (по другим данным, г. Курган, Курганская тюрьма ) — 25 августа 1936 года, Москва) — российский революционер, советский военный и хозяйственный деятель, первый начальник строительства БАМа; участник Левой оппозиции.

## Биография
Сын политссыльного. По национальности русский. Его отец В. Я. Мрачковский был одним из организаторов «Южно-Российского союза рабочих», в 1877 году был сослан в Сургут. Сергей Витальевич в 1905 году на Уфалейском заводе вступил в РСДРП, большевик. Неоднократно арестовывался полицией. В 1917 году был членом Екатеринбургского Совета, разъездным агитатором Уральского обкома РСДРП(б).
С февраля 1918 года участвовал в гражданской войне — был начальником бригады на дутовском фронте, комиссаром Екатеринбургско-Челябинского фронта, затем комиссаром 2-й Уральской сводной дивизии и 29-й дивизии на Восточном фронте. С января 1919 года командовал Особым Северным Экспедиционным отрядом, созданным в том же месяце в Вятке, а затем сформированной на его основе 2-й бригадой 51-й стрелковой дивизии В. К. Блюхера. Бригада, руководимая Мрачковским, после ряда успешных боёв заняла город Тобольск. Затем с боями дошёл до Иркутска. В 1920 году стал командующим войсками Приуральского военного округа, в 1922 году — Западно-Сибирского военного округа, в 1923 году — Приволжского военного округа, затем командующим Кронштадтской крепостью.
С 1925 года находился на хозяйственной работе — председатель треста «Уралзолото», «Госшвеймашина». С 1923 года принадлежал к левой оппозиции, был сторонником Л. Д. Троцкого, лидером оппозиции на Урале. В начале 1926 года, когда произошёл разрыв Зиновьева и Каменева со Сталиным и обе части распавшейся правящей фракции пытались склонить к союзу «троцкистов», в рядах левой оппозиции обсуждался вопрос, с кем следует заключить блок, Мрачковский сказал: «Ни с кем: Зиновьев убежит, а Сталин обманет». Эта фраза, по свидетельству Троцкого, стала вскоре крылатой.
В сентябре 1927 года был исключён из партии и 13 января 1928 года приговорён к ссылке на 3 года в Северо-Двинскую губернию. В 1930 году после подачи заявления об отходе от оппозиции был возвращён из ссылки и восстановлен в партии. С мая 1932 года по август 1933 года был начальником Управления строительства Байкало-Амурской магистрали, которое строило и вторые пути на Забайкальской и Уссурийской дорогах. В 1932 году принадлежал к подпольной организации И. Н. Смирнова и в 1933 году был вновь арестован, но вскоре освобождён и направлен в Акмолинск — обычное место ссылки оппозиционеров — управляющим трестом «Казжелдорстрой», который строил железную дорогу Караганда — Балхаш.
25 января 1935 года был арестован и 26 марта того же года приговорён ОСО при НКВД СССР к 5 годам тюремного заключения. Отбывая наказание, Мрачковский вновь был привлечён в качестве обвиняемого к делу «Антисоветского объединённого троцкистско-зиновьевского центра». 24 августа 1936 года Военной коллегией Верховного Суда СССР вместе с другими подсудимыми он был приговорён к высшей мере наказания и расстрелян на следующий день. Реабилитирован Пленумом Верховного Суда СССР 13 июля 1988 г..
К левой оппозиции принадлежали также его старший брат Леонид Витальевич, расстрелянный 25 марта 1937 года, и его сыновья, Вячеслав и Леонид, расстрелянные 1 апреля 1937 года.

## Награды
- Орден Красного Знамени — дважды (1919, 1920).